# Comment j'ai retrouvé Livingstone
Comment j'ai retrouvé Livingstone (How I Found Livingstone) est une histoire vraie racontée par Henry Morton Stanley, chargé par le directeur du New York Herald de retrouver le missionnaire et explorateur David Livingstone (disparu en Afrique équatoriale). Ce récit d'expédition riche en anecdotes décrit aussi les paysages et les coutumes de la région, mal connue à l'époque.